# Mundel Division
Mundel Division är en division i Sri Lanka.   Den ligger i provinsen Nordvästprovinsen, i den västra delen av landet, 100 km norr om huvudstaden Colombo.